# Shaanxinus
Shaanxinus is een geslacht van spinnen uit de familie hangmatspinnen (Linyphiidae).

## Soorten
De volgende soorten zijn bij het geslacht ingedeeld:
- Shaanxinus anguilliformis (Xia et al., 2001)
- Shaanxinus rufus Tanasevitch, 2006